# Тетраулебі
Тетраулебі (груз. თეთრაულები) — село в Грузії.
За даними перепису населення 2014 року в селі проживає 16 осіб.